# رزاق فرحان
رزاق فرحان (عربی: رزاق فرحان موسى؛ زادهٔ ۱ ژوئیهٔ ۱۹۷۷) بازیکن فوتبال اهل عراق است.
وی همچنین در تیم ملی فوتبال عراق بازی کرده است.